# إيثان ووكر
إيثان ووكر (بالإنجليزية: Ethan Walker)‏ هو لاعب كرة قدم بريطاني، ولد في 28 يوليو 2002 في إنجلترا في المملكة المتحدة. لعب مع بريستون نورث إيند.